# Матричная грамматика
Матричная грамматика — это формальная грамматика, в которой правила вывода группируются в конечные последовательности. Правила вывода не могут применяться по отдельности, а только в последовательности. При применении такой последовательности, замена производится в соответствии с каждым правилом в последовательности, с первой по последнюю. Последовательности называют матрицами.
Матричная грамматика является расширением контекстно-свободной грамматики.

## Формальное определение
Матричная грамматика — это упорядоченная четвёрка
{\displaystyle G=(V_{N},V_{T},X_{0},M).}
где
- {\displaystyle V_{N}} — конечное множество нетерминальных символов
- {\displaystyle V_{T}} — конечное множество терминальных символов
- {\displaystyle X_{0}\in V_{N}} — начальный символ
- {\displaystyle M} — конечное множество непустых последовательностей упорядоченных пар

{\displaystyle (P,Q),\quad P\in W(V)V_{N}W(V),\quad Q\in W(V),\quad V=V_{N}\cup V_{T}.}
Пары называются правилами вывода, и записываются как {\displaystyle P\to Q}. Последовательности называются матрицами, и записываются как
{\displaystyle m=[P_{1}\to Q_{1},\ldots ,P_{r}\to Q_{r}].}
Пусть {\displaystyle F} — множество всех правил вывода в матрицах {\displaystyle m} матричной грамматики {\displaystyle G}. 
Тогда грамматика {\displaystyle G} является грамматикой типа {\displaystyle i,i=0,1,2,3}, неукорачивающей, линейной, {\displaystyle \lambda }-свободной, контектсно-свободной или контекстно-зависимой тогда и только тогда, когда грамматика {\displaystyle G_{1}=(V_{N},V_{T},X_{0},F)} обладает этим свойством.
Для матричной грамматики {\displaystyle G} определяется двоичное отношение {\displaystyle \Rightarrow _{G}}, также обозначаемое {\displaystyle \Rightarrow }. Для любых {\displaystyle P,Q\in W(V)}, {\displaystyle P\Rightarrow Q} выполнено тогда и только тогда, когда существует целое число {\displaystyle r\geq 1} такое, что существуют слова
{\displaystyle \alpha _{1},,\ldots ,\alpha _{r+1},\quad P_{1},\ldots ,P_{r},\quad R_{1},\ldots ,R_{r},\quad ,R^{1},\ldots ,R^{r}}
над множеством V и
- {\displaystyle \alpha _{i}=P} и {\displaystyle \alpha _{r+1}=Q}
- {\displaystyle m\in G}
- {\displaystyle \alpha _{i}=R_{i}P_{i}R^{i}} и {\displaystyle \alpha _{i+1}=R_{i}Q_{i}R^{i}.}

Если указанные условия выполнены, также говорят, что {\displaystyle P\Rightarrow Q} выполнено со спецификацией {\displaystyle (m,R_{1})}.
Пусть {\displaystyle \Rightarrow ^{*}} — рефлексивное транзитивное замыкание отношения {\displaystyle \Rightarrow }. Тогда, язык, порождаемый матричной грамматикой {\displaystyle G} опредеяется следующим образом:
{\displaystyle L(G)=\{P\in W(V_{T})|X_{0}\Rightarrow ^{*}P\}.}

## Пример
Рассмотрим матричную грамматику
{\displaystyle G=(\{S,A,B\},\{a,b,c\},S,M)}
где {\displaystyle M} — совокупность следующих матриц:
{\displaystyle [S\rightarrow XY],\quad [X\rightarrow aXb,Y\rightarrow cY],\quad [X\rightarrow ab,Y\rightarrow c]}
Эти матрицы, содержащие лишь контекстно-свободные правила, порождают контекстно-зависимый язык
{\displaystyle L=\{a^{n}b^{n}c^{n}|n\geq 1\}.}
Этот пример можно найти на страницах 8 и 9 .